# Idaea chloristis
Idaea chloristis är en fjärilsart som beskrevs av Edward Meyrick 1888. Idaea chloristis ingår i släktet Idaea och familjen mätare. Inga underarter finns listade i Catalogue of Life.